# Саут-Тайнсайд
Саут-Тайнсайд (англ. South Tyneside) — район (англ. Metropolitan borough) в метрополитенском графстве Тайн-энд-Уир, административный центр и крупнейший город — Саут-Шилдс.
Район расположен вдоль южного берега реки Тайн при впадении ее в Северное море. На западе граничит с городом Гейтсхед, на юге с Сандерлендом.